# Achyranthes splendens
Achyranthes splendens är en amarantväxtart som beskrevs av Carl Friedrich Philipp von Martius och Horace Bénédict Alfred Moquin-Tandon. Achyranthes splendens ingår i släktet Achyranthes och familjen amarantväxter. IUCN kategoriserar arten globalt som sårbar. Utöver nominatformen finns också underarten A. s. atollensis.

## Bildgalleri

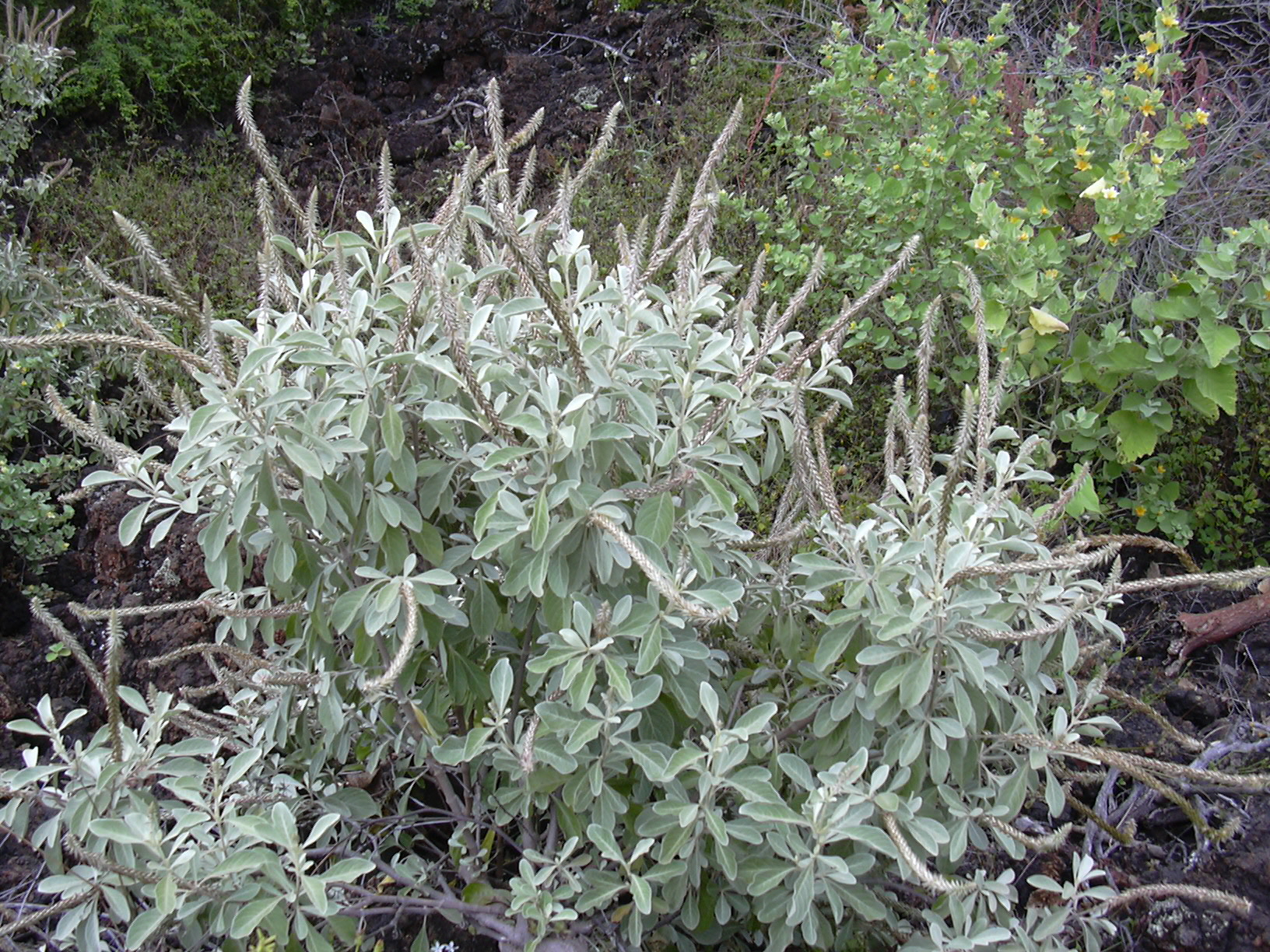
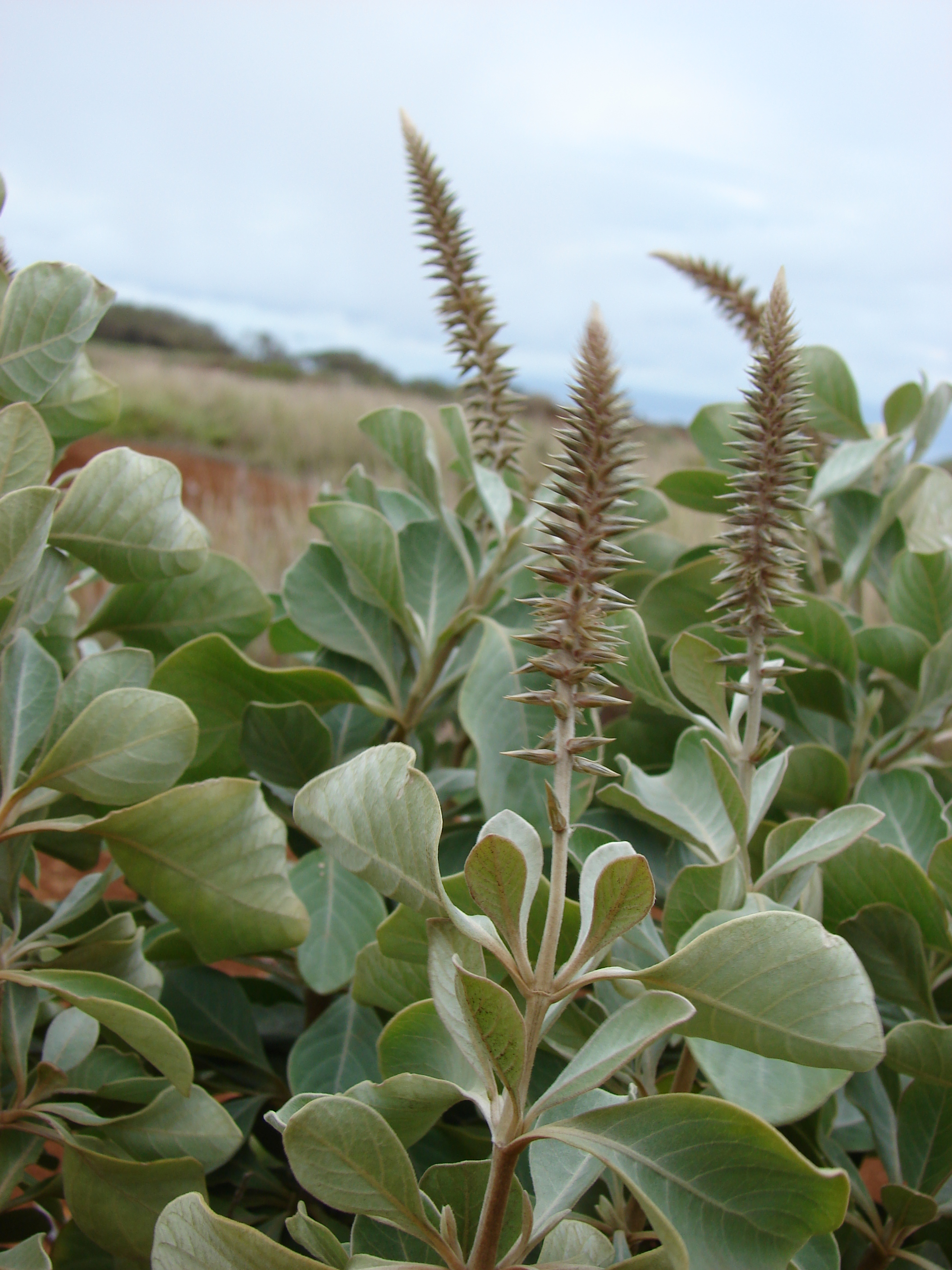
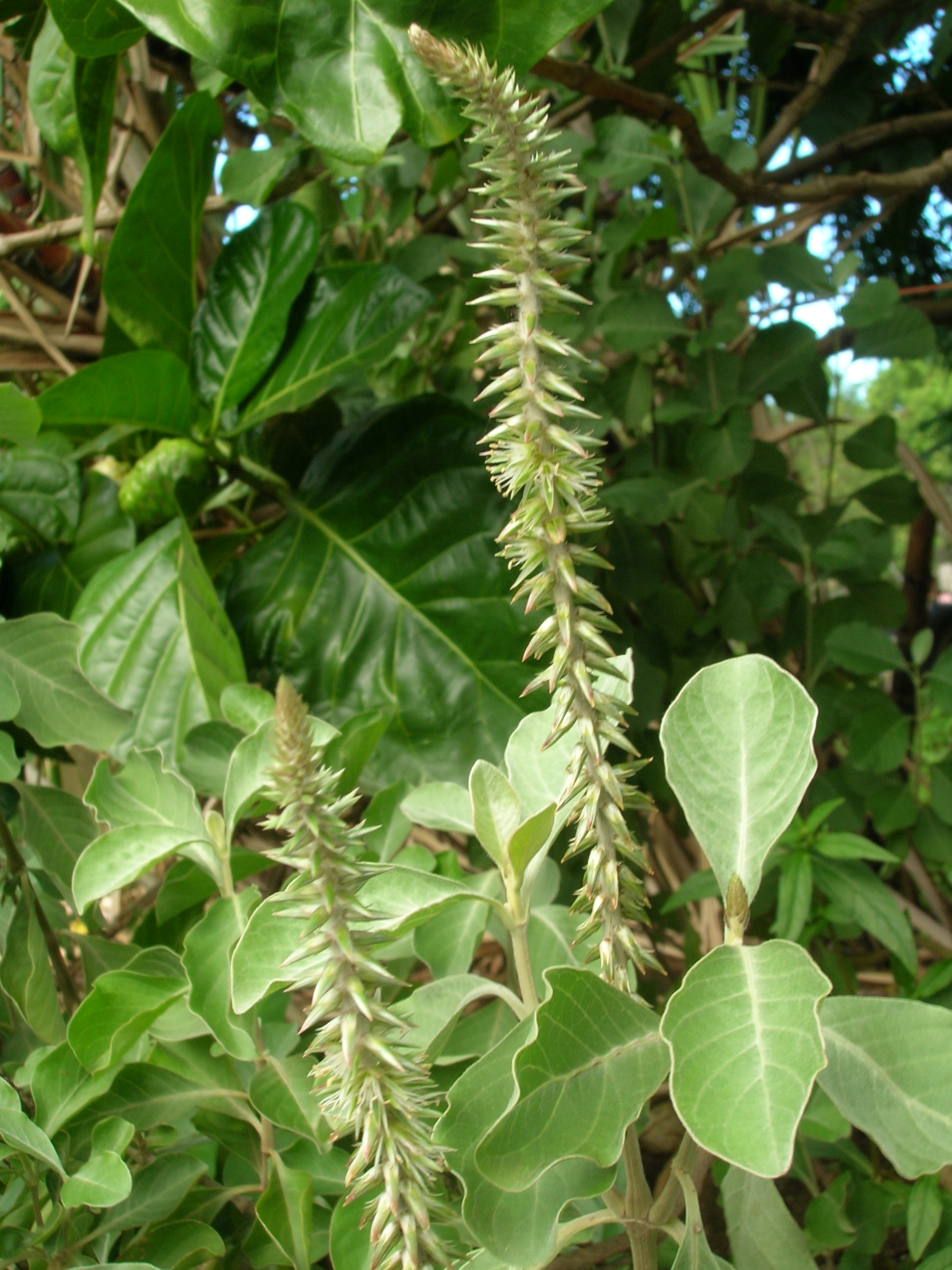
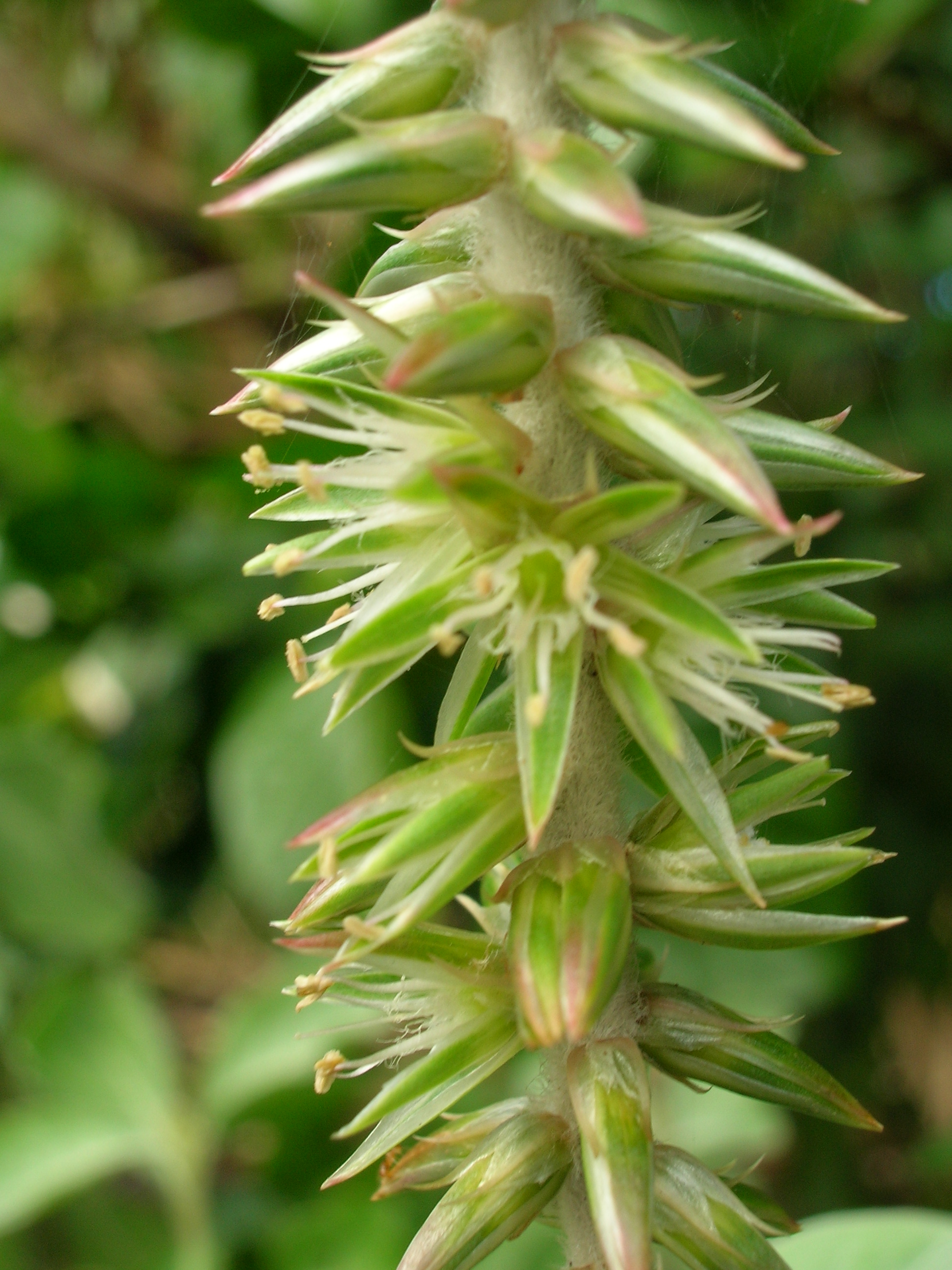
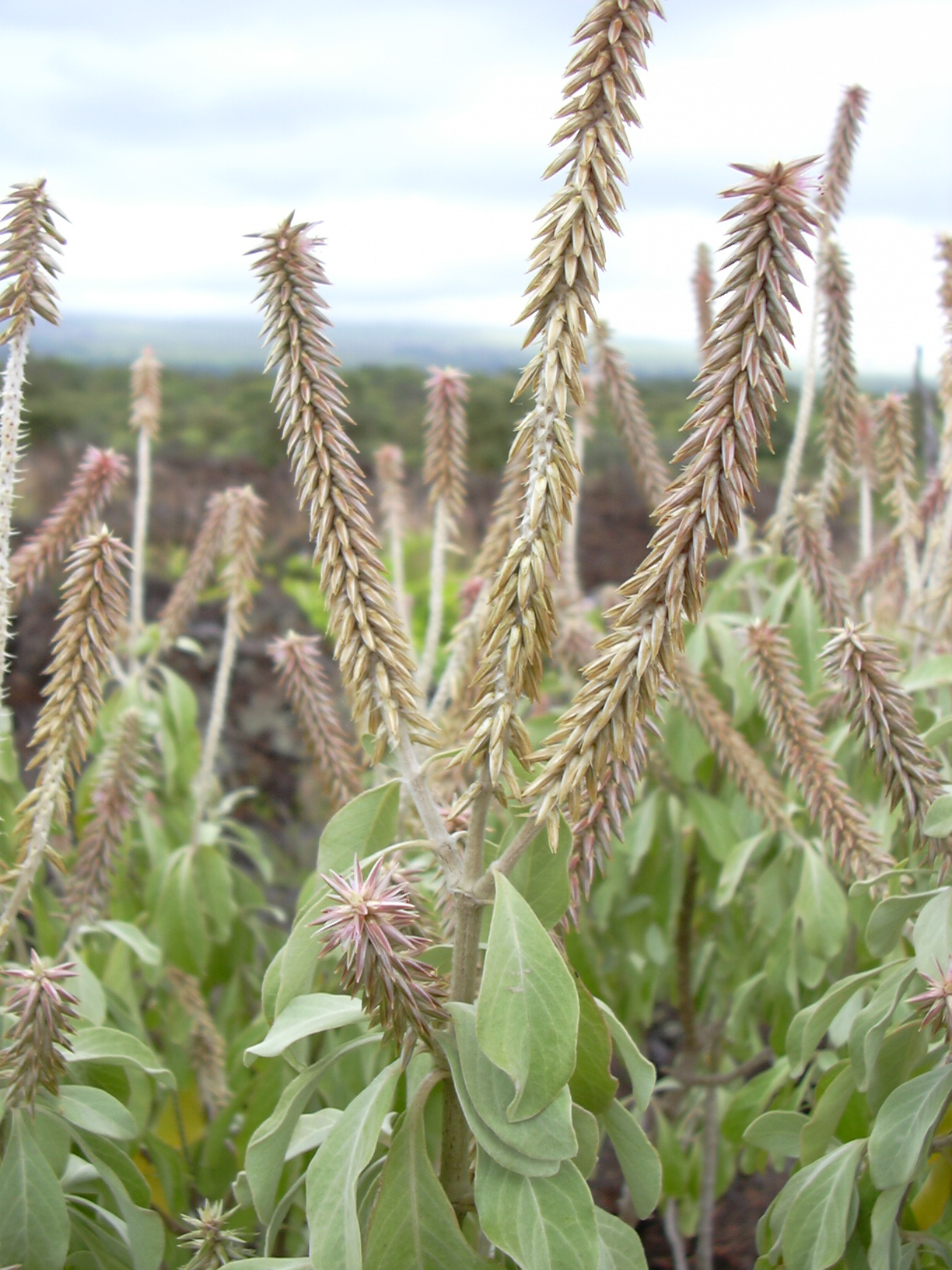